# Salto a la gloria
Salto a la gloria è un film del 1959 diretto da León Klimovsky.